# Аникин, Николай Петрович
Никола́й Петро́вич Ани́кин (25 января 1932, Ишим, Тюменская область — 14 ноября 2009, Дулут, Миннесота) — советский лыжник. Выступал за «Динамо». Заслуженный мастер спорта СССР (1956), заслуженный тренер СССР (1976). Олимпийский чемпион.

## Биография
Первый тренер — Василий Порфирьев.
Окончил ГЦОЛИФК в 1954, тренер-преподаватель. К 1955 году выполнил норматив мастера спорта СССР. Член КПСС с 1956 года.
С 1982 по 1984 гг. был главным тренером сборной команды СССР.
С 1989 по 1992 работал тренером-консультантом сборной команды США. В дальнейшем проживал в штате Миннесота, США.

## Отношения с ФЛГР
Имел репутацию (наряду с такими людьми, как тележурналист Андрей Кондрашов, заслуженный тренер России Анатолий Чепалов и заслуженный тренер СССР Александр Грушин) одного из самых жёстких критиков руководителей Федерации лыжных гонок России. Во время своего последнего приезда в Россию в апреле 2006 года выступил на тренерском совете ФЛГР с критикой тогдашнего руководства ФЛГР.

## Достижения
- Чемпион зимних Олимпийских игр 1956 в эстафете 4×10 км;
- Бронзовый призёр зимних Олимпийских игр 1960 года в гонке на 30 км и эстафете 4×10 км;
- Серебряный призёр чемпионата мира 1958 года в эстафете 4×10 км;
- Чемпион СССР 1957 года в эстафете 4×10 км;

## Награды
- Орден «Знак Почёта» (27.04.1957) — «за успехи, достигнутые в деле развития массового физкультурного движения в стране, повышения мастерства советских спортсменов, и успешное выступление на международных соревнованиях»
- Медаль «За трудовую доблесть» (16.09.1960) — за успешные выступления в XVII летних и VIII зимних Олимпийских играх 1960 года, а также за выдающиеся спортивные достижения[4]